# Petrukite
La petrukite è un minerale.